# De vereniging van roodharige heren
De vereniging van roodharige heren is een hoorspel naar het verhaal The Red-headed League (1891) van Sir Arthur Conan Doyle. Thomas Ulrich bewerkte het en de AVRO zond het uit op dinsdag 18 december 1973, van 20:30 uur tot 20:53 uur. De regisseur was Jacques Besançon.

## Rolbezetting
- Eric Schneider (Sherlock Holmes)
- Johan Sirag (dr. Watson)
- Niek Engelschman (Jabez Wilson)
- Hans Veerman (Vincent Spaulding)
- Hans Karsenbarg (Duncan Ross)
- Willem Wagter (inspecteur Jones)
- Kommer Kleijn (Merryweather)

## Inhoud
Het verhaal volgt Sherlock Holmes en dr. Watson bij hun poging om het zonderlinge raadsel op te lossen van een Londense eigenaar van een pandhuis, Jabez Wilson, die grote sommen geld krijgt om gewoon naar een kantoor te komen en de Encyclopædia Britannica te kopiëren. Er ligt echter een heel wat ernstiger motief aan ten grondslag. Het lijkt Holmes duidelijk dat Jabez Wilson elke dag verscheidene uren uit zijn pandhuis wordt gehouden met een zinloos werkje om daar een of andere snode daad te kunnen plegen. Jabez Wilsons hoge beloning voor zijn werk doet vermoeden dat er heel wat geld mee kan gemoeid zijn. Na een bezoek aan de lommerd en de buurt, leidt Holmes precies af waar het de helper van de lommerdhouder om te doen is, en betrapt hem op heterdaad…